# 우르비 에트 오르비

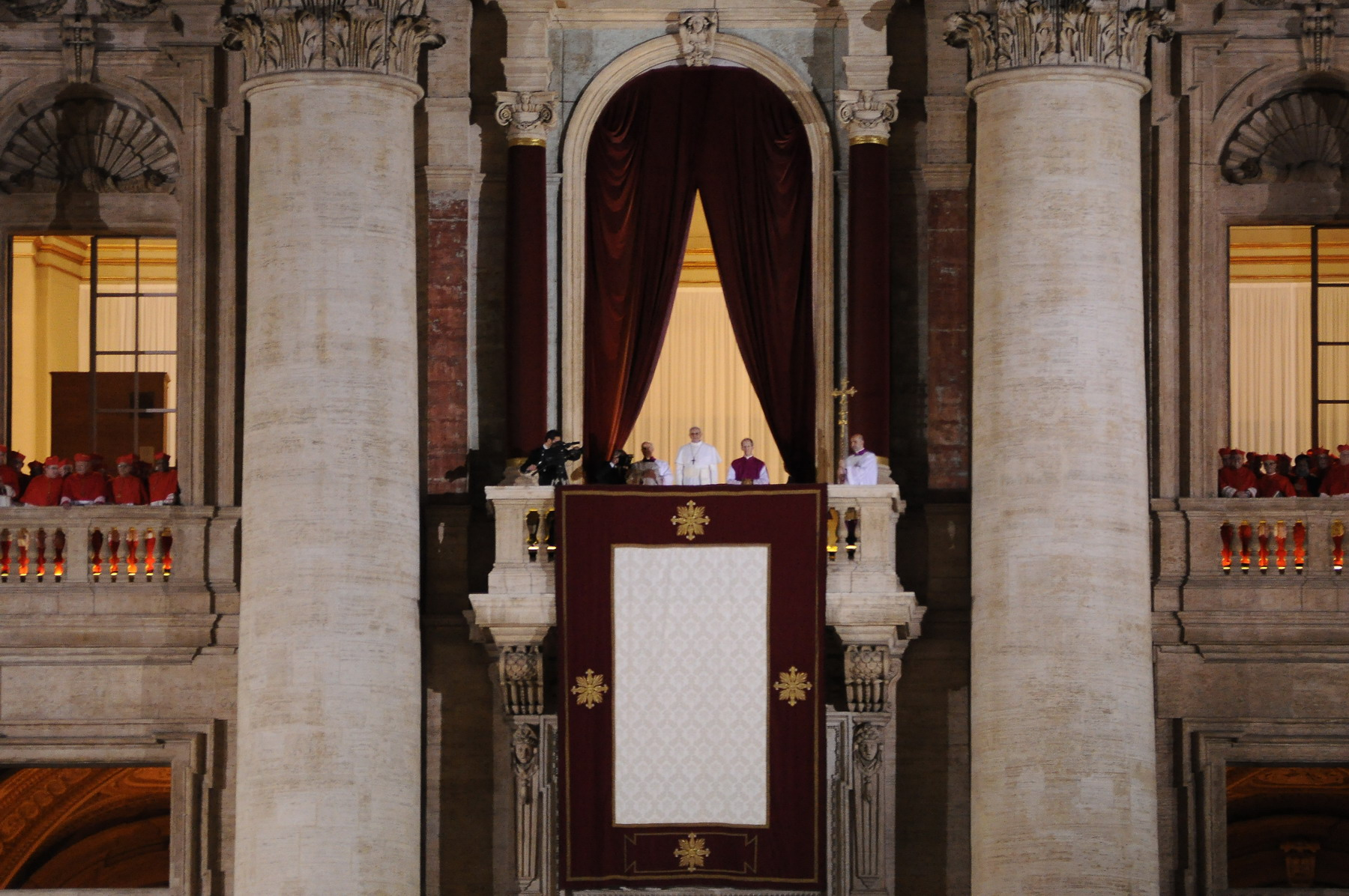
교황 프란치스코가 교황으로 선출된 다음 처음으로 회중에게 모습을 드러냈다.

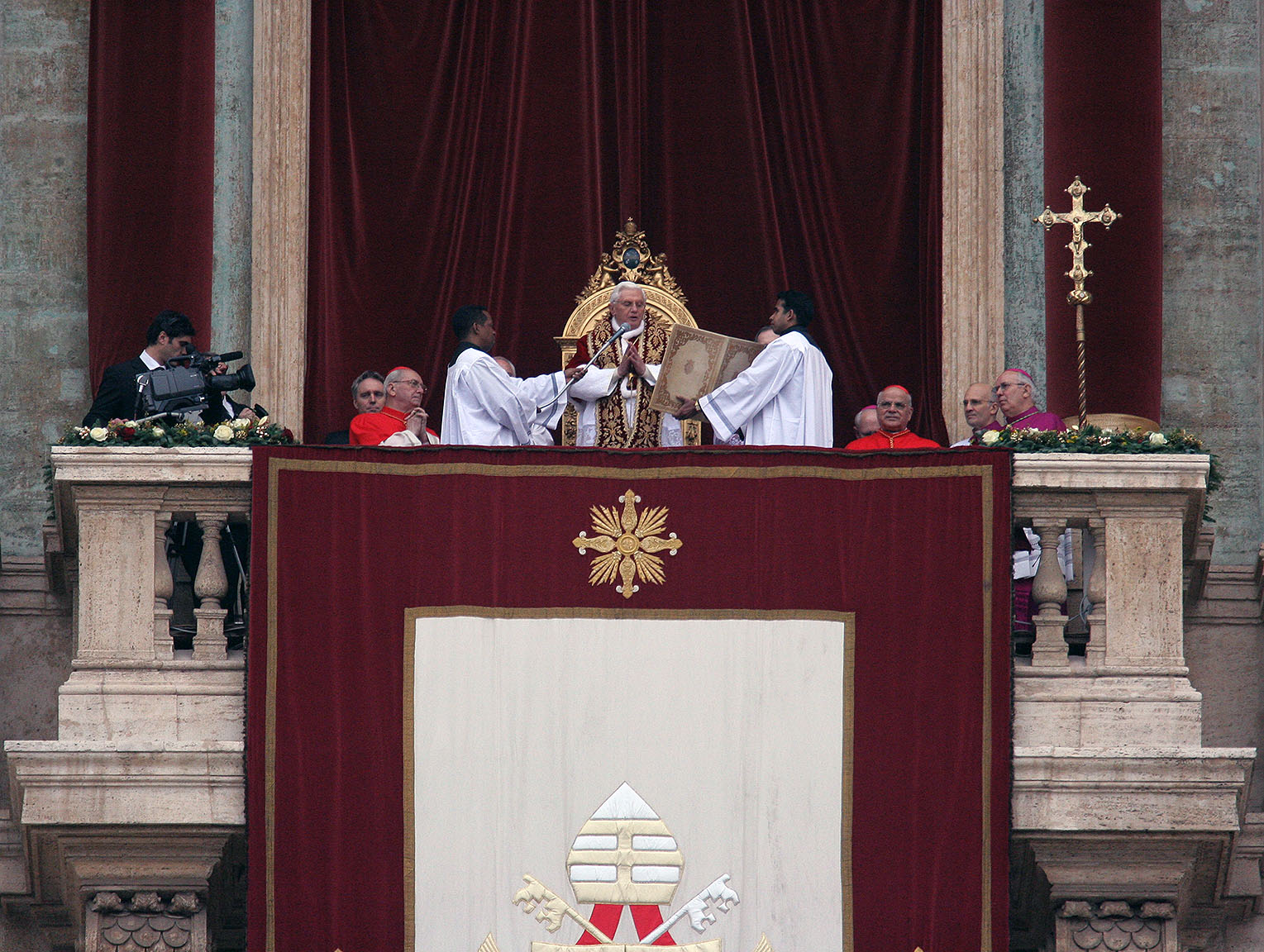
2008년 성탄절에 바티칸 성 베드로 광장에서 우르비 에트 오르비를 전하는 교황 베네딕토 16세.

우르비 에트 오르비(라틴어: Urbi et Orbi)는 라틴어로 ‘로마 도시와 전 세계에게’라는 뜻으로, 고대 로마에서 성명문의 서두에 썼던 문구였다. 현재는 그리스도교에서 주로 사용되는 용어로, 특히 교황이 라틴어로 행하는 공식적인 축복(강복)과 강론을 말한다.
이 축복은 1년에 2회, 부활절과 성탄절 기간에만 교황에 의하여 바티칸 시국의 성 베드로 대성전 중앙 발코니에서 실시한다. 가톨릭교도에게 있어서 교황의 축복을 받는다는 것은 잠벌의 면제, 즉 전대사를 통해서 시간을 초월하여 죄의 모든 보속을 면제받는 것을 의미한다. 부활절과 성탄절 때 있는 교황의 축복은 유럽방송연합을 통해 텔레비전이나 라디오로 전 세계에 생중계로 전달한다. 전대사는 성 베드로 광장에 모인 군중 뿐만 아니라, 텔레비전이나 라디오를 통해 방송을 시청 내지는 청취하는 사람한테도 주어진다. 축복에 앞서 교황은 군중과 전 세계 사람들을 향해 시기와 연관된 세계 각국의 언어로 개별적으로 인사하는 것이 관례로 되어 있다.
또한 우르비 에트 오르비는 교황 즉위식에도 성 베드로 대성전에서 행해지기도 하며, 극히 드문 경우이지만 대희년(성년) 동안 성지 순례자들에 대해서도 행해지기도 한다.
교황의 축복은 항상 맨마지막에 “Et benedictio Dei omnipotentis, Patris et Filii et Spiritus Sancti descendat super vos et maneat semper. (전능하신 천주, + 성부와 + 성자와 + 성령께서는 여기 모인 모든 이에게 강복하소서)” 라는 말로 끝맺는다. 소설 《쿠오바디스》에서는 이 문구가 성 베드로가 순교하기 전에 남긴 유언으로 묘사되었다.

## 라틴어 전문
라틴어로 된 전문은 다음과 같다:
＋ Sancti Apostoli Petrus et Paulus: de quorum potestate et auctoritate confidimus ipsi intercedant pro nobis ad Dominum.
◎ Amen.
＋ Precibus et meritis beatæ Mariae semper Virginis, beati Michaelis Archangeli, beati Ioannis Baptistæ, et sanctorum Apostolorum Petri et Pauli et omnium Sanctorum misereatur vestri omnipotens Deus; et dimissis omnibus peccatis vestris, perducat vos Iesus Christus ad vitam æternam.
◎ Amen.
＋ Indulgentiam, absolutionem et remissionem omnium peccatorum vestrorum, spatium verae et fructuosae poenitentiæ, cor semper penitens, et emendationem vitae, gratiam et consolationem Sancti Spiritus; et finalem perseverantiam in bonis operibus tribuat vobis omnipotens et misericors Dominus.
◎ Amen.
＋ Et benedictio Dei omnipotentis, Patris et Filii et Spiritus Sancti descendat super vos et maneat semper.
◎ Amen.

## 한국어 전문
한국어로 번역하면 다음과 같다:
＋ 거룩한 사도인 베드로와 바오로여, 당신들께 맡겨진 권한과 권위를 신뢰하오니 주님 곁에서 저희를 위하여 빌어주소서.
◎ 아멘.
＋ 평생 동정이신 복되신 마리아와 대천사 미카엘, 세례자 요한, 거룩한 사도 베드로와 바오로 그리고 모든 성인의 기도와 공로를 통하여 전능하신 하느님께서는 이들을 불쌍히 여기시어 죄를 용서하시고, 예수 그리스도를 통하여 주실 영원한 생명으로 이끌어주소서.
◎ 아멘.
＋ 전능하시고 자비로우신 주님께서는 이들의 모든 죄를 사하시고 용서해주시며, 참되고도 결실 풍부한 참회와 새로운 삶을 살기 위해 항상 기꺼이 준비되어 있는 마음, 성령의 은총과 위로와 함께 선을 행하며 끝까지 견뎌낼 수 있는 인내심을 허락해주소서.
◎ 아멘.
＋ 전능하신 천주, 성부와 성자와 성령께서는 여기 모인 모든 이에게 강복하시어 길이 머물게 하소서.
◎ 아멘.

## 기타
- 경향신문, 경향잡지의 이름 '경향(京鄕)'은 이 표현에서 비롯되었다.[1]